# Jan van Mieris

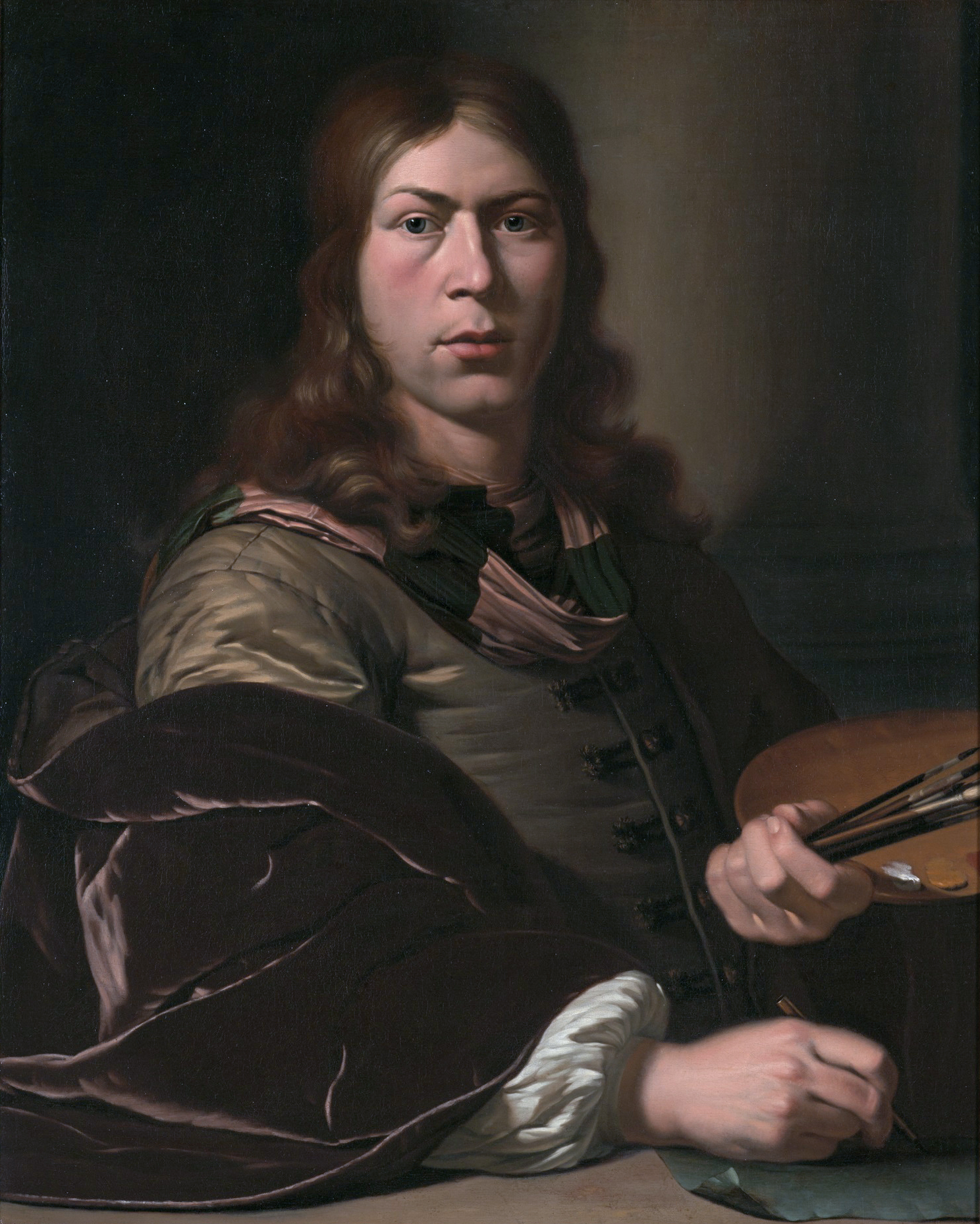
Zelfportret
Museum De Lakenhal

Jan van Mieris (Leiden, 17 juni 1660 – Rome, 17 maart 1690) was een Nederlands fijnschilder. Hij was een zoon van Frans van Mieris de Oude (1635-1681) en een broer van de schilder Willem van Mieris (1662-1747).
Jan ging in de leer bij zijn vader, hij nam een voorbeeld aan diens genrestukjes, en was enige tijd leerling van Gerard de Lairesse (1641-1711) in Amsterdam, waar hij historiestukken leerde schilderen. Zijn werk werd vooral gewaardeerd door leden van de familie De la Court.
Jans mecenas Petronella de la Court (1624-1707) bezat drie schilderijen van hem, haar zoon Adam Oortmans II (1662-1719) had er vier. Voor deze familie schilderde hij ook portretten, een van Petronella, een van haar man Adam Oortmans I (1622-1684) en een van hun achterneef Pieter de la Court van der Voort (1664-1739). De laatste bezat twee paar pendanten, genrestukjes, van de hand van Jan.
Circa 1687/1688 reisde Jan van Mieris met Adam Oortmans II naar Italië, vermoedelijk via Wenen, aangezien de keizer een cliënt van zijn vader was geweest. De reis werd voortgezet richting Venetië, waar Jan in januari 1689 een brief aan zijn moeder schreef. Hierin vertelt hij dat er aldaar geen belangstelling was voor zijn werk en dat hij naar Florence zou gaan, naar het hof van Cosimo III de' Medici (1642-1723), ook een voormalige opdrachtgever van zijn vader.
In 1690 bevond Jan zich in Rome, waar hij verkeerde met een groep jonge schilders, vermoedelijk de zogenoemde Bentvueghels. Een relaas van Jans laatste dagen is gepubliceerd door Erasmus Causse (1660-1738), die ook Jans begrafenis buiten de stadspoort van Rome beschrijft. Van Jan van Mieris zijn ruim veertig werken bekend, waaronder één dat hij in Rome schilderde, gedateerd 1690.
Van Mieris was niet alleen schilder, maar ook dichter. Hij berijmde het (vertaalde) toneelstuk Aminta van de Italiaanse toneeldichter Torquato Tasso (1544-1595) en schreef een aantal gedichten, waaronder één op een schilderij van zijn vader en één op de promotie aan de Leidse universiteit van een vriend. Zijn motto was Horatius' 'Ut pictura poesis', wat betekent 'poëzie is als schilderkunst'. Zijn literaire werk wordt bewaard in de Universiteitsbibliotheek van Leiden. De schilderijen van Van Mieris zijn verspreid over de wereld in verschillende musea en verzamelingen, in Nederland heeft Museum de Lakenhal te Leiden zes schilderijen, waaronder zijn grote zelfportret.